# Дулицька сільська рада
| Дулицька сільська рада — колишній орган місцевого самоврядування у Сквирському районі Київської області з адміністративним центром у с. Дулицьке. Сільській раді були підпорядковані населені пункти: - с. Дулицьке - с. Безпечна |

## Склад ради
Рада складалася з 16 депутатів та голови.

### Керівний склад ради
| ПІБ                         | Основні відомості                                                                                  | Дата обрання | Дата звільнення |
| --------------------------- | -------------------------------------------------------------------------------------------------- | ------------ | --------------- |
| Стародубцева Ганна Іванівна | Сільський голова, 1955 року народження, освіта, позапартійна                                       | 26.03.2006   | 31.10.2010      |
| Чарупа Наталія Яківна       | Сільський голова, 1961 року народження, освіта середня спеціальна, Політична партія «Наша Україна» | 31.10.2010   |                 |

Примітка: таблиця складена за даними джерела